# Patinaje de velocidad en los Juegos Olímpicos
El patinaje de velocidad en los Juegos Olímpicos se realiza desde la primera edición, Chamonix 1924. La participación femenina comenzó en la edición de 1960.
Tras el Campeonato Mundial de Patinaje de Velocidad sobre Hielo es la máxima competición internacional de este deporte. Es organizado por el Comité Olímpico Internacional (COI), junto con la Unión Internacional de Patinaje sobre Hielo (ISU).

## Pruebas
En el programa de los últimos Juegos (Pyeongchang 2018) se disputaron 14 pruebas, 7 masculinas y 7 femeninas:
| Masculino               | Femenino                |
| ----------------------- | ----------------------- |
| 500 m                   | 500 m                   |
| 1000 m                  | 1000 m                  |
| 1500 m                  | 1500 m                  |
| 5000 m                  | 3000 m                  |
| 10 000 m                | 5000 m                  |
| Persecución por equipos | Persecución por equipos |
| Salida en grupo         | Salida en grupo         |

## Ediciones
| Núm.  | Año                         | Sede                               | Instalación                               |
| ----- | --------------------------- | ---------------------------------- | ----------------------------------------- |
| I     | Chamonix 1924               | Chamonix ( Francia)                | Estadio Olímpico                          |
| II    | Sankt Moritz 1928           | Sankt Moritz ( Suiza)              | Estadio Olímpico                          |
| III   | Lake Placid 1932            | Lake Placid ( Estados Unidos)      | Estadio Olímpico James B. Sheffield       |
| IV    | Garmisch-Partenkirchen 1936 | Garmisch-Partenkirchen ( Alemania) | Lago Riesser                              |
| V     | Sankt Moritz 1948           | Sankt Moritz ( Suiza)              | Estadio Olímpico                          |
| VI    | Oslo 1952                   | Oslo ( Noruega)                    | Estadio Bislett                           |
| VII   | Cortina d'Ampezzo 1956      | Cortina d'Ampezzo ( Italia)        | Lago de Misurina                          |
| VIII  | Squaw Valley 1960           | Squaw Valley ( Estados Unidos)     | Anillo Olímpico                           |
| IX    | Innsbruck 1964              | Innsbruck ( Austria)               | Estadio Olímpico                          |
| X     | Grenoble 1968               | Grenoble ( Francia)                | Anillo de Velocidad                       |
| XI    | Sapporo 1972                | Sapporo ( Japón)                   | Estadio de Patinaje de Makomanai          |
| XII   | Innsbruck 1976              | Innsbruck ( Austria)               | Estadio Olímpico                          |
| XIII  | Lake Placid 1980            | Lake Placid ( Estados Unidos)      | Estadio Olímpico James B. Sheffield       |
| XIV   | Sarajevo 1984               | Sarajevo ( Yugoslavia)             | Anillo Olímpico de Zetra                  |
| XV    | Calgary 1988                | Calgary ( Canadá)                  | Anillo Olímpico                           |
| XVI   | Albertville 1992            | Albertville ( Francia)             | Anillo Olímpico                           |
| XVII  | Lillehammer 1994            | Hamar ( Noruega)                   | Pabellón Olímpico de Hamar                |
| XVIII | Nagano 1998                 | Nagano ( Japón)                    | M-Wave                                    |
| XIX   | Salt Lake City 2002         | Salt Lake City ( Estados Unidos)   | Óvalo Olímpico de Utah                    |
| XX    | Turín 2006                  | Turín ( Italia)                    | Oval Lingotto                             |
| XXI   | Vancouver 2010              | Richmond ( Canadá)                 | Óvalo Olímpico de Richmond                |
| XXII  | Sochi 2014                  | Sochi ( Rusia)                     | Arena de Adler                            |
| XXIII | Pyeongchang 2018            | Pyeongchang ( Corea del Sur)       | Oval de Gangneung                         |
| XXIV  | Pekín 2022                  | Pekín ( China)                     | Estadio Nacional de Patinaje de Velocidad |

## Medallero histórico
- Actualizado hasta Pekín 2022.

| Núm. | País                    | Oro | Plata | Bronce | Total |
| ---- | ----------------------- | --- | ----- | ------ | ----- |
| 1    | Países Bajos            | 48  | 44    | 41     | 133   |
| 2    | Estados Unidos          | 30  | 22    | 19     | 71    |
| 3    | Noruega                 | 28  | 29    | 30     | 87    |
| 4    | Rusia                   | 27  | 23    | 26     | 76    |
| 5    | Alemania                | 25  | 28    | 19     | 72    |
| 6    | Canadá                  | 10  | 16    | 16     | 42    |
| 7    | Suecia                  | 9   | 4     | 5      | 18    |
| 8    | Finlandia               | 7   | 8     | 9      | 24    |
| 9    | Japón                   | 5   | 10    | 11     | 26    |
| 10   | Corea del Sur           | 5   | 10    | 5      | 20    |
| 11   | República Checa         | 3   | 2     | 3      | 8     |
| 12   | República Popular China | 2   | 3     | 4      | 9     |
| 13   | Italia                  | 2   | 1     | 4      | 7     |
| 14   | Austria                 | 1   | 2     | 3      | 6     |
| 14   | Polonia                 | 1   | 2     | 3      | 6     |
| 16   | Bélgica                 | 1   | 1     | 1      | 3     |
| 17   | Bielorrusia             | 0   | 1     | 0      | 1     |
| 17   | Corea del Norte         | 0   | 1     | 0      | 1     |
| 19   | Kazajistán              | 0   | 0     | 1      | 1     |
|      | TOTAL                   | 204 | 207   | 200    | 611   |

1. ↑  Incluye las medallas obtenidas por la URSS y ROC.
2. ↑  Incluye las medallas obtenidas por la RFA y la RDA entre 1949 y 1990.

## Deportistas con más medallas
- Actualizado hasta Pekín 2022.

### Hombres
| Núm. | Patinador        | País           | Años      | Oro | Plata | Bronce | Total |
| ---- | ---------------- | -------------- | --------- | --- | ----- | ------ | ----- |
| 1    | Clas Thunberg    | Finlandia      | 1924–1928 | 5   | 1     | 1      | 7     |
| 2    | Eric Heiden      | Estados Unidos | 1980      | 5   | 0     | 0      | 5     |
| 3    | Sven Kramer      | Países Bajos   | 2006–2018 | 4   | 2     | 3      | 9     |
| 4    | Ivar Ballangrud  | Noruega        | 1928–1936 | 4   | 2     | 1      | 7     |
| 5    | Yevgueni Grishin | URSS           | 1956–1964 | 4   | 1     | 0      | 5     |
| 5    | Johann Olav Koss | Noruega        | 1992–1994 | 4   | 1     | 0      | 5     |
| 7    | Ard Schenk       | Países Bajos   | 1968–1972 | 3   | 1     | 0      | 4     |
| 7    | Tomas Gustafson  | Suecia         | 1984–1988 | 3   | 1     | 0      | 4     |
| 9    | Hjalmar Andersen | Noruega        | 1952      | 3   | 0     | 0      | 3     |
| 9    | Kjeld Nuis       | Países Bajos   | 2018–2022 | 3   | 0     | 0      | 3     |
| 11   | Lee Seung-Hoon   | Corea del Sur  | 2010–2022 | 2   | 3     | 1      | 6     |

### Mujeres
| Núm. | Patinadora               | País            | Años      | Oro | Plata | Bronce | Total |
| ---- | ------------------------ | --------------- | --------- | --- | ----- | ------ | ----- |
| 1    | Ireen Wüst               | Países Bajos    | 2006–2022 | 6   | 5     | 2      | 13    |
| 2    | Lidiya Skoblikova        | URSS            | 1960–1964 | 6   | 0     | 0      | 6     |
| 3    | Claudia Pechstein        | Alemania        | 1992–2006 | 5   | 2     | 2      | 9     |
| 4    | Bonnie Blair             | Canadá          | 1984–1994 | 5   | 0     | 1      | 6     |
| 5    | Karin Kania              | RDA             | 1980–1988 | 3   | 4     | 1      | 8     |
| 5    | Gunda Niemann-Stirnemann | RDA · Alemania  | 1988–1998 | 3   | 4     | 1      | 8     |
| 7    | Martina Sáblíková        | República Checa | 2010–2022 | 3   | 2     | 2      | 7     |
| 8    | Anni Friesinger-Postma   | Alemania        | 1998–2010 | 3   | 0     | 2      | 5     |
| 8    | Irene Schouten           | Países Bajos    | 2018–2022 | 3   | 0     | 2      | 5     |
| 10   | Yvonne van Gennip        | Países Bajos    | 1998      | 3   | 0     | 0      | 3     |
| 10   | Marianne Timmer          | Países Bajos    | 1998–2006 | 3   | 0     | 0      | 3     |
| 10   | Jorien ter Mors          | Países Bajos    | 2014–2018 | 3   | 0     | 0      | 3     |